# متروی پاناما
متروی پاناما (اسپانیایی: Metro de Panamá‎) سیستم قطار شهری زیرزمینی در شهر پاناماسیتی، پاناما است.
این مترو که در سال ۲۰۱۴ تأسیس شده، دارای ۱ خط، ۱۴ ایستگاه و ۱۵٫۸ کیلومتر طول می‌باشد.

## نگارخانه

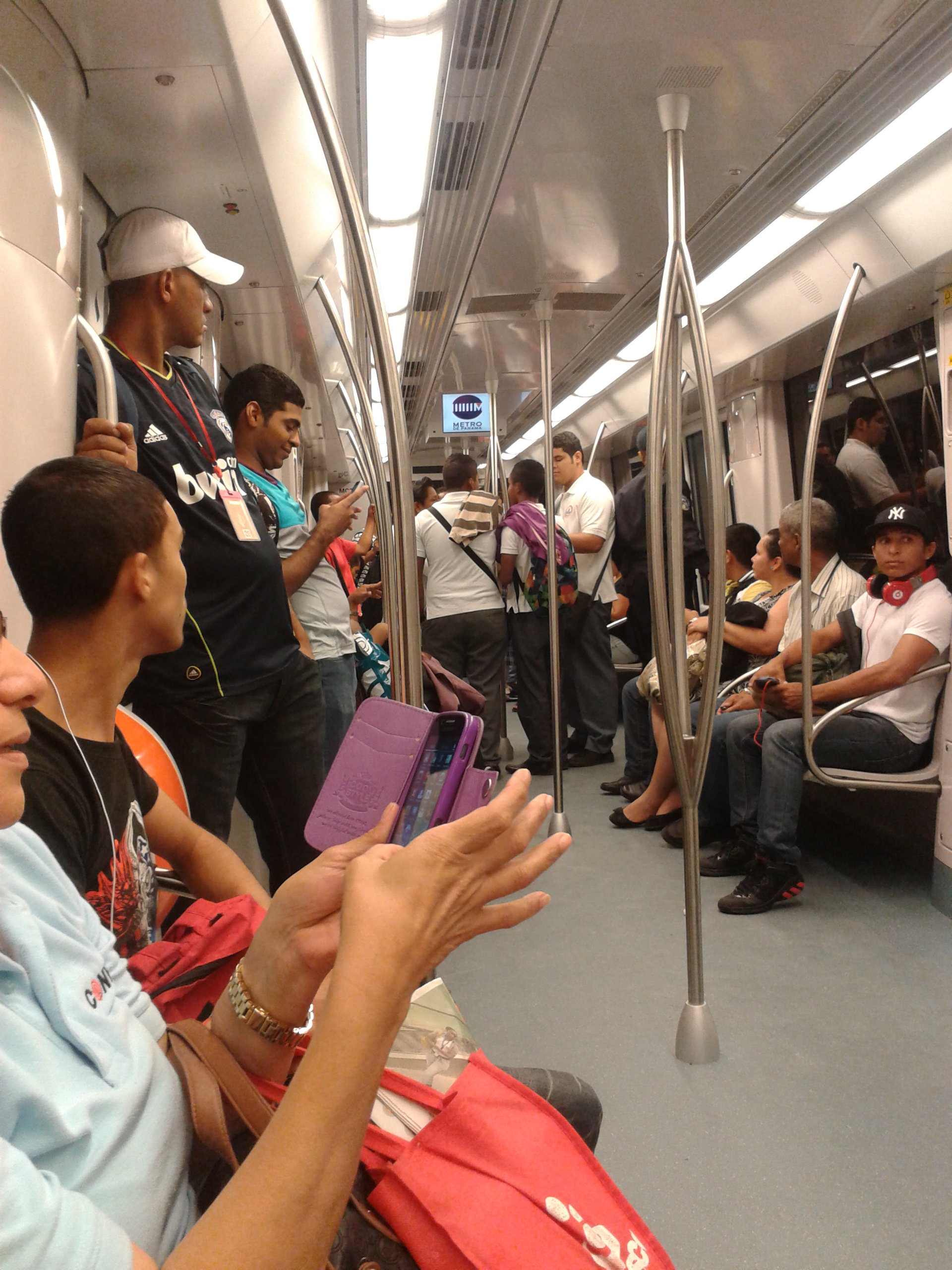
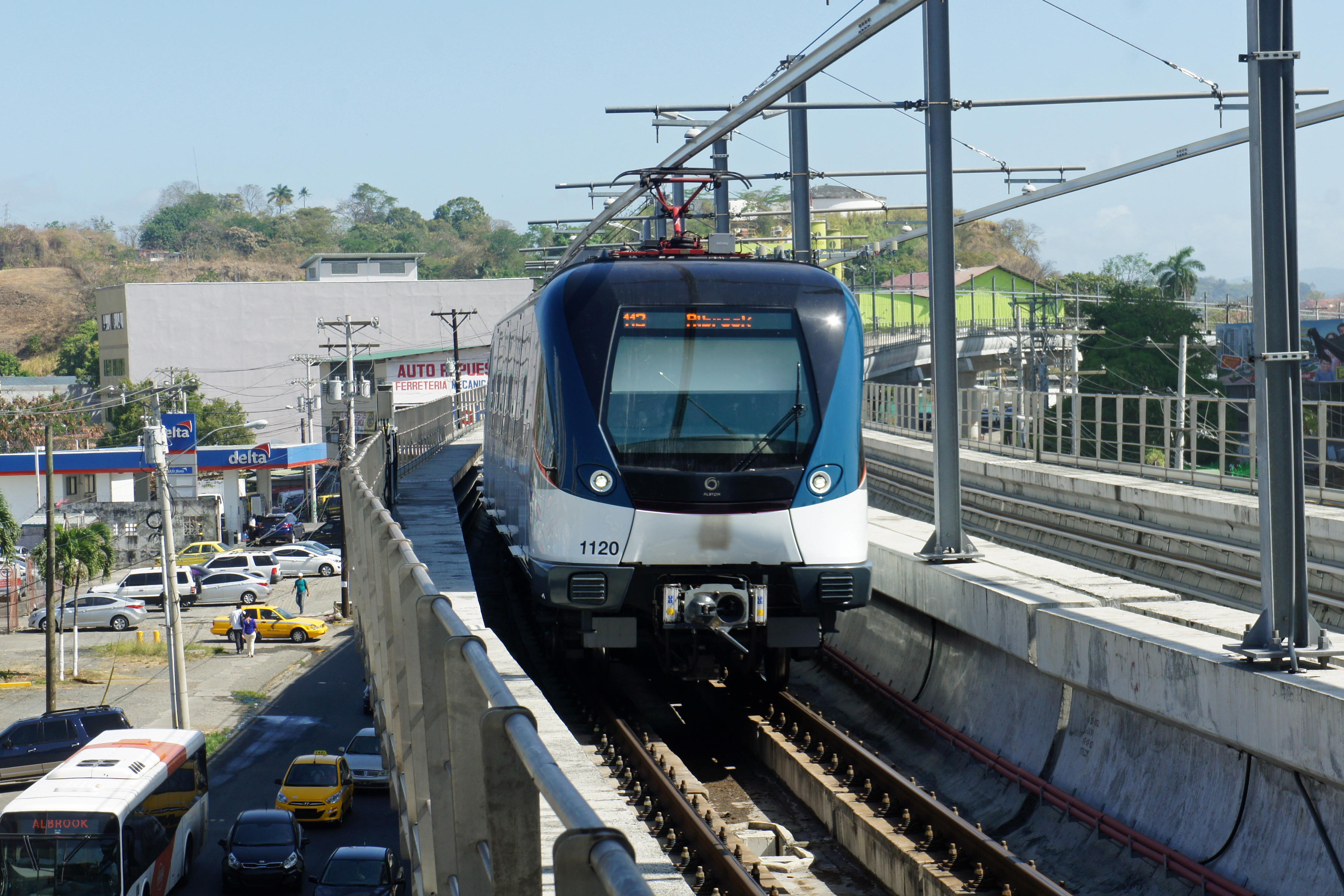